# Jože Pohlen
Jože Pohlen, slovenski slikar in kipar, * 19. marec 1926, Hrastovlje, † 28. oktober 2005, Gažon.
Bil je eden izmed prvih kiparjev, ki so se šolali na Akademiji likovnih umetnosti v Ljubljani. Na to šolo se je vpisal po končanem šolanju na Inštitutu za likovno umetnost v Firencah. V Sloveniji se je začel uveljavljati šele po številnih uspehih, ki jih je imel s svojimi razstavami v Italiji, kot ustvarjalec male plastike. Za svoje delo je prejel vrsto nagrad: III. nagrada Ars Histriae, 1972; Il Cavino d'oro, 1977; nagrada vstaje slovenskega naroda, 1983, Kocjančičeva nagrada, 1995 in tudi nagrado Prešernovega sklada, ki mu je omogočila izpopolnjevanje v tujini. Bil je tudi izjemno aktiven v javni plastiki, saj je ustvaril več monumentalnih realizacij. Od petdesetih let dalje je imel 20 samostojnih razstav. Imel je tudi veliko skupinskih razstav v tujini in v Sloveniji, vseh skupaj jih je bilo preko 40. 
Čeprav je največji pečat pustil kot kipar male plastike, je tudi slikal. Leta 1949 je odkril fresko mrtvaškega plesa v cerkvi Sv. Trojice v Hrastovljah. V rojstni vasi je leta 1990, ob 500-letnici fresk, postavil kip Šavrinke (Šavrinke so bile ženske, ki so v koših na glavah nosile kmečke pridelke v Trst in jih tam zamenjale za stvari, ki so jih potrebovale doma). Za svojo najljubšo risarsko tehniko si je izbral laviranje - risanje na mokro podlago. Za svoje like si je pogosto izbral žensko ali živalsko podobo. 
Jože pohlen je bil umetnik, ki je globoko zaznamoval slovensko likovno umetnost 20. stoletja. Za svojo umetnost je povedal: »Moja umetnost je mediteranska, daleč od kontitentalne, pa vendar zgolj in samo istrska; rada pa bi bila samo hrastoveljska.« Umrl je leta 2005, pokopan je na pokopališču pri Sv. Marku nad Hrastovljami. Njegova umetniška zapuščina je danes na ogled v galeriji v središču vasi.